# Cupa României 1969-1970
La Cupa României 1969-1970 è stata la 32ª edizione della coppa nazionale disputata tra il 16 maggio e il 26 luglio 1970 e conclusa con la vittoria della Steaua Bucarest, al suo decimo titolo.
Per il secondo anno consecutivo la finale fu l'incontro Steaua-Dinamo ed in entrambi i casi vinse la squadra dell'esercito.

## Sedicesimi di finale
Gli incontri si sono disputati tra il 16 e il 27 maggio 1970.
| Squadra 1             | Risultato | Squadra 2             |
| --------------------- | --------- | --------------------- |
| Sportul Studențesc    | 1 - 0     | Crișul Oradea         |
| Rulmentul Bârlad      | 0 - 4     | Steaua Bucarest       |
| Tractorul Brașov      | 3 - 1     | Politehnica Iași      |
| Metalul București     | 0 - 1 dts | UTA Arad              |
| Minerul Ghelar        | 0 - 0     | Jiul Petroșani        |
| Minerul Moldova-Nouă  | 1 - 2     | FC Argeș Pitești      |
| Victoria Moreni       | 0 - 4     | Steagul Roșu Brașov   |
| CFR Pașcani           | 2 - 1     | Universitatea Craiova |
| Chimia Râmnicu-Vâlcea | 0 - 1     | Farul Constanța       |
| Victoria Roman        | 1 - 2     | Dinamo Bacău          |
| Politehnica Timișoara | 0 - 1     | Dinamo Bucarest       |
| Portul Constanța      | 0 - 1     | ASA Târgu-Mureș       |
| CSM Sibiu             | 2 - 3     | Universitatea Cluj    |
| Metalul Turnu-Severin | 5 - 2 dts | CFR Cluj              |
| Minaur Zlatna         | 1 - 2 dts | Petrolul Ploiești     |
| CIL Gherla            | 4 - 3     | Rapid București       |

## Ottavi di finale
Gli incontri si sono disputati il 30 e il 31 maggio 1970.
| Squadra 1          | Risultato | Squadra 2             |
| ------------------ | --------- | --------------------- |
| Sportul Studențesc | 1 - 4     | Steaua Bucarest       |
| Universitatea Cluj | 1 - 2     | Steagul Roșu Brașov   |
| Petrolul Ploiești  | 2 - 0     | Dinamo Bacău          |
| CIL Gherla         | 1 - 2 dts | Jiul Petroșani        |
| Dinamo Bucarest    | 3 - 0     | Tractorul Brașov      |
| UTA Arad           | 1 - 0 dts | ASA Târgu-Mureș       |
| FC Argeș Pitești   | 3 - 1     | Metalul Turnu-Severin |
| Farul Constanța    | 3 - 1     | CFR Pașcani           |

## Quarti di finale
Gli incontri si sono disputati tra il 13 e il 20 giugno 1970.
| Squadra 1           | Risultato | Squadra 2         |
| ------------------- | --------- | ----------------- |
| Dinamo Bucarest     | 2 - 1     | Jiul Petroșani    |
| FC Argeș Pitești    | 0 - 0     | Farul Constanța   |
| Steagul Roșu Brașov | 4 - 2     | Petrolul Ploiești |
| Steaua Bucarest     | 1 - 0     | UTA Arad          |

## Semifinali
Gli incontri si sono disputati il 24 giugno 1970.
| Squadra 1       | Risultato | Squadra 2           |
| --------------- | --------- | ------------------- |
| Dinamo Bucarest | 3 - 1     | Steagul Roșu Brașov |
| Steaua Bucarest | 3 - 1     | FC Argeș Pitești    |

## Finale
La finale venne disputata il 26 luglio 1970 a Bucarest.
| Arbitro: | Gheorghe Limona (Bucarest) |

|                      |           |                       |
| Florea Voinea 7’ 56’ | Marcatori | 79’ Florea Dumitrache |